# Lista över fornlämningar i Arboga kommun
Lista över fornlämningar i Arboga kommun är en förteckning av ett urval av de fornlämningar som finns i Arboga kommun.

## Arboga socken
| Namn                              | Lämningstyp                      | Tillkomsttid | Historisk indelning        | Plats | Läge                 | ID-nr          | Bild                                      |
| --------------------------------- | -------------------------------- | ------------ | -------------------------- | ----- | -------------------- | -------------- | ----------------------------------------- |
| Torsudden (Arboga socken 5:1)     | Stensättning                     |              | Arboga socken, Västmanland |       | 59.295808, 15.838562 | 10307700050001 | Ladda upp en bild av detta fornminne      |
| Torsudden (Arboga socken 5:2)     | Stensättning                     |              | Arboga socken, Västmanland |       | 59.295709, 15.838754 | 10307700050002 | Ladda upp en bild av detta fornminne      |
| Arboga socken 6:1                 | Stensättning                     |              | Arboga socken, Västmanland |       | 59.295393, 15.845686 | 10307700060001 | Ladda upp en bild av detta fornminne      |
| Arboga socken 6:2                 | Stensättning                     |              | Arboga socken, Västmanland |       | 59.295528, 15.846002 | 10307700060002 | Ladda upp en bild av detta fornminne      |
| Arboga socken 6:3                 | Stensättning                     |              | Arboga socken, Västmanland |       | 59.295608, 15.845827 | 10307700060003 | Ladda upp en bild av detta fornminne      |
| Arboga socken 6:4                 | Stensättning                     |              | Arboga socken, Västmanland |       | 59.295725, 15.845687 | 10307700060004 | Ladda upp en bild av detta fornminne      |
| Arboga socken 12:1                | Runristning                      |              | Arboga socken, Västmanland |       | 59.419691, 15.881797 | 10307700120001 | Ladda upp en bild av detta fornminne      |
| Arboga socken 15:1                | Stensättning                     |              | Arboga socken, Västmanland |       | 59.411102, 15.875194 | 10307700150001 | Ladda upp en bild av detta fornminne      |
| Halvardsborg (Arboga socken 17:1) | Fornborg                         |              | Arboga socken, Västmanland |       | 59.378048, 15.775392 | 10307700170001 | Ladda upp en till bild av detta fornminne |
| Arboga socken 45:1                | Stensättning                     |              | Arboga socken, Västmanland |       | 59.405757, 15.743622 | 10307700450001 | Ladda upp en bild av detta fornminne      |
| Arboga socken 58:1                | Stensättning                     |              | Arboga socken, Västmanland |       | 59.418841, 15.883819 | 10307700580001 | Ladda upp en bild av detta fornminne      |
| Arboga socken 58:2                | Stensättning                     |              | Arboga socken, Västmanland |       | 59.418976, 15.884184 | 10307700580002 | Ladda upp en bild av detta fornminne      |
| Arboga socken 63:1                | Stensättning                     |              | Arboga socken, Västmanland |       | 59.409728, 15.915197 | 10307700630001 | Ladda upp en bild av detta fornminne      |
| Arboga socken 64:1                | Stensättning                     |              | Arboga socken, Västmanland |       | 59.408801, 15.914766 | 10307700640001 | Ladda upp en bild av detta fornminne      |
| Arboga socken 65:1                | Stensättning                     |              | Arboga socken, Västmanland |       | 59.411255, 15.770158 | 10307700650001 | Ladda upp en bild av detta fornminne      |
| Arboga socken 69:1                | Lägenhetsbebyggelse              |              | Arboga socken, Västmanland |       | 59.425272, 15.867119 | 10307700690001 | Ladda upp en bild av detta fornminne      |
| Arboga socken 72:1                | Stensättning                     |              | Arboga socken, Västmanland |       | 59.405905, 15.741545 | 10307700720001 | Ladda upp en bild av detta fornminne      |
| Arboga socken 84                  | Hällristning                     |              | Arboga socken, Västmanland |       | 59.406683, 15.784055 | 12000000039390 | Ladda upp en bild av detta fornminne      |
| Arboga socken 89                  | Husgrund, förhistorisk/medeltida |              | Arboga socken, Västmanland |       | 59.400020, 15.804029 | 12000000107955 | Ladda upp en bild av detta fornminne      |
| Arboga socken 90                  | Husgrund, förhistorisk/medeltida |              | Arboga socken, Västmanland |       | 59.399942, 15.803925 | 12000000107957 | Ladda upp en bild av detta fornminne      |
| Arboga socken 95                  | Stensättning                     |              | Arboga socken, Västmanland |       | 59.315367, 15.894373 | 12000000132812 | Ladda upp en bild av detta fornminne      |
| Arboga socken 97                  | Röse                             |              | Arboga socken, Västmanland |       | 59.311324, 15.901503 | 12000000132814 | Ladda upp en bild av detta fornminne      |
| Arboga socken 99                  | Stensättning                     |              | Arboga socken, Västmanland |       | 59.323185, 15.881023 | 12000000132816 | Ladda upp en bild av detta fornminne      |
| Arboga socken 108                 | Stensättning                     |              | Arboga socken, Västmanland |       | 59.315520, 15.894380 | 12000000132825 | Ladda upp en bild av detta fornminne      |
| Arboga socken 110                 | Stensättning                     |              | Arboga socken, Västmanland |       | 59.315678, 15.896092 | 12000000132827 | Ladda upp en bild av detta fornminne      |
| Arboga socken 113                 | Stensättning                     |              | Arboga socken, Västmanland |       | 59.315727, 15.896122 | 12000000132830 | Ladda upp en bild av detta fornminne      |
| Arboga socken 119                 | Stensättning                     |              | Arboga socken, Västmanland |       | 59.425263, 15.876357 | 12000000132863 | Ladda upp en bild av detta fornminne      |
| Arboga socken 130                 | Lägenhetsbebyggelse              |              | Arboga socken, Västmanland |       | 59.416075, 15.860949 | 12000000132879 | Ladda upp en bild av detta fornminne      |
| Arboga socken 136                 | Lägenhetsbebyggelse              |              | Arboga socken, Västmanland |       | 59.429118, 15.850015 | 12000000132887 | Ladda upp en bild av detta fornminne      |
| Säterbo 1:1                       | Stensättning                     |              | Arboga socken, Västmanland |       | 59.325085, 15.891884 | 10306900010001 | Ladda upp en bild av detta fornminne      |
| Säterbo 1:2                       | Stensättning                     |              | Arboga socken, Västmanland |       | 59.324995, 15.891849 | 10306900010002 | Ladda upp en bild av detta fornminne      |
| Säterbo 2:1                       | Gravfält                         |              | Arboga socken, Västmanland |       | 59.312311, 15.903825 | 10306900020001 | Ladda upp en bild av detta fornminne      |
| Säterbo 3:1                       | Stensättning                     |              | Arboga socken, Västmanland |       | 59.313123, 15.899263 | 10306900030001 | Ladda upp en bild av detta fornminne      |

## Arboga stad
| Namn                                     | Lämningstyp         | Tillkomsttid | Historisk indelning      | Plats | Läge                 | ID-nr          | Bild                                 |
| ---------------------------------------- | ------------------- | ------------ | ------------------------ | ----- | -------------------- | -------------- | ------------------------------------ |
| Helge Svens kapell (Arboga stad 5:1)     | Kyrka/kapell        |              | Arboga stad, Västmanland |       | 59.387930, 15.841216 | 10227300050001 | Ladda upp en bild av detta fornminne |
| Predikstolen (Arboga stad 9:1)           | Minnesmärke         |              | Arboga stad, Västmanland |       | 59.386446, 15.827393 | 10227300090001 | Ladda upp en bild av detta fornminne |
| Arboga stad 44                           | Hällristning        |              | Arboga stad, Västmanland |       | 59.400676, 15.853673 | 12000000012157 | Ladda upp en bild av detta fornminne |
| Arboga stad 45                           | Hällristning        |              | Arboga stad, Västmanland |       | 59.400744, 15.854012 | 12000000012159 | Ladda upp en bild av detta fornminne |
| Lugnet (Arboga stad 46)                  | Lägenhetsbebyggelse |              | Arboga stad, Västmanland |       | 59.379941, 15.853115 | 12000000014613 | Ladda upp en bild av detta fornminne |
| Skräddaretorp (Arboga stad 48)           | Lägenhetsbebyggelse |              | Arboga stad, Västmanland |       | 59.382379, 15.858621 | 12000000014617 | Ladda upp en bild av detta fornminne |
| Arboga stad 53                           | Hällristning        |              | Arboga stad, Västmanland |       | 59.400105, 15.844773 | 12000000014622 | Ladda upp en bild av detta fornminne |
| Brantberg (Arboga stad 105)              | Lägenhetsbebyggelse |              | Arboga stad, Västmanland |       | 59.386359, 15.863397 | 12000000107965 | Ladda upp en bild av detta fornminne |
| Säterbo 9:1                              | Minnesmärke         |              | Arboga stad, Västmanland |       | 59.399330, 15.922356 | 10306900090001 | Ladda upp en bild av detta fornminne |
| Säterbo 13:1                             | Gravfält            |              | Arboga stad, Västmanland |       | 59.393766, 15.935951 | 10306900130001 | Ladda upp en bild av detta fornminne |
| Säterbo 18:1                             | Minnesmärke         |              | Arboga stad, Västmanland |       | 59.382229, 15.933601 | 10306900180001 | Ladda upp en bild av detta fornminne |
| Drottning Ulrika Eleonora (Säterbo 19:2) | Minnesmärke         |              | Arboga stad, Västmanland |       | 59.382306, 15.933534 | 10306900190002 | Ladda upp en bild av detta fornminne |
| Drottning Ulrika Eleonora (Säterbo 19:3) | Minnesmärke         |              | Arboga stad, Västmanland |       | 59.382306, 15.933534 | 10306900190003 | Ladda upp en bild av detta fornminne |
| Säterbo 29:1                             | Minnesmärke         |              | Arboga stad, Västmanland |       | 59.381693, 15.938006 | 10306900290001 | Ladda upp en bild av detta fornminne |
| Säterbo 29:2                             | Minnesmärke         |              | Arboga stad, Västmanland |       | 59.381693, 15.938006 | 10306900290002 | Ladda upp en bild av detta fornminne |
| Säterbo 32:1                             | Stensättning        |              | Arboga stad, Västmanland |       | 59.389034, 15.900689 | 10306900320001 | Ladda upp en bild av detta fornminne |

## Götlunda
| Namn                                           | Lämningstyp                 | Tillkomsttid | Historisk indelning | Plats | Läge                 | ID-nr          | Bild                                      |
| ---------------------------------------------- | --------------------------- | ------------ | ------------------- | ----- | -------------------- | -------------- | ----------------------------------------- |
| Götlunda 16:1                                  | Gravfält                    |              | Götlunda, Närke     |       | 59.380324, 15.628357 | 10222900160001 | Ladda upp en bild av detta fornminne      |
| Götlunda 17:1                                  | Stensättning                |              | Götlunda, Närke     |       | 59.385310, 15.627451 | 10222900170001 | Ladda upp en bild av detta fornminne      |
| Götlunda 18:1                                  | Stensättning                |              | Götlunda, Närke     |       | 59.393836, 15.624014 | 10222900180001 | Ladda upp en bild av detta fornminne      |
| Götlunda 20:1                                  | Röse                        |              | Götlunda, Närke     |       | 59.390217, 15.621919 | 10222900200001 | Ladda upp en bild av detta fornminne      |
| Götlunda 26:1                                  | Fornborg                    |              | Götlunda, Närke     |       | 59.397550, 15.641205 | 10222900260001 | Ladda upp en till bild av detta fornminne |
| Kolne holme (Götlunda 29:1)                    | Fästning/skans              |              | Götlunda, Närke     |       | 59.403657, 15.638620 | 10222900290001 | Ladda upp en till bild av detta fornminne |
| Götlunda 31:1                                  | Stensättning                |              | Götlunda, Närke     |       | 59.405048, 15.668539 | 10222900310001 | Ladda upp en bild av detta fornminne      |
| Götlunda 39:1                                  | Gravfält                    |              | Götlunda, Närke     |       | 59.373658, 15.665702 | 10222900390001 | Ladda upp en bild av detta fornminne      |
| Götlunda 40:1                                  | Gravfält                    |              | Götlunda, Närke     |       | 59.274279, 15.808499 | 10222900400001 | Ladda upp en bild av detta fornminne      |
| Götlunda 43:1                                  | Gravfält                    |              | Götlunda, Närke     |       | 59.295210, 15.791287 | 10222900430001 | Ladda upp en bild av detta fornminne      |
| Götlunda 45:1                                  | Röse                        |              | Götlunda, Närke     |       | 59.279003, 15.773591 | 10222900450001 | Ladda upp en bild av detta fornminne      |
| Götlunda 45:2                                  | Stensättning                |              | Götlunda, Närke     |       | 59.279135, 15.773754 | 10222900450002 | Ladda upp en bild av detta fornminne      |
| Götlunda 46:1                                  | Stensättning                |              | Götlunda, Närke     |       | 59.277090, 15.787153 | 10222900460001 | Ladda upp en bild av detta fornminne      |
| Götlunda 48:1                                  | Gravfält                    |              | Götlunda, Närke     |       | 59.277121, 15.803959 | 10222900480001 | Ladda upp en bild av detta fornminne      |
| Götlunda 51:1                                  | Gravfält                    |              | Götlunda, Närke     |       | 59.304004, 15.679449 | 10222900510001 | Ladda upp en bild av detta fornminne      |
| Nr 2: Kung Sigges sten / Nä 31 (Götlunda 51:2) | Runristning                 |              | Götlunda, Närke     |       | 59.304587, 15.679347 | 10222900510002 | Ladda upp en till bild av detta fornminne |
| Götlunda 52:1                                  | Hög                         |              | Götlunda, Närke     |       | 59.324843, 15.678394 | 10222900520001 | Ladda upp en bild av detta fornminne      |
| Slottsberget (Götlunda 55:1)                   | Fornborg                    |              | Götlunda, Närke     |       | 59.364127, 15.696413 | 10222900550001 | Ladda upp en bild av detta fornminne      |
| Götlunda 56:1                                  | Stensättning                |              | Götlunda, Närke     |       | 59.319248, 15.666676 | 10222900560001 | Ladda upp en bild av detta fornminne      |
| Urvallastenen / Nä 32 (Götlunda 58:1)          | Runristning                 |              | Götlunda, Närke     |       | 59.373836, 15.660074 | 10222900580001 | Ladda upp en till bild av detta fornminne |
| Götlunda 59:1                                  | Stensättning                |              | Götlunda, Närke     |       | 59.374840, 15.660047 | 10222900590001 | Ladda upp en bild av detta fornminne      |
| Götlunda 64:1                                  | Gravfält                    |              | Götlunda, Närke     |       | 59.374815, 15.725903 | 10222900640001 | Ladda upp en bild av detta fornminne      |
| Vandaskällan (Götlunda 74:1)                   | Stensättning                |              | Götlunda, Närke     |       | 59.349909, 15.748303 | 10222900740001 | Ladda upp en bild av detta fornminne      |
| Nr 2: Kulberget (Götlunda 79:1)                | Röse                        |              | Götlunda, Närke     |       | 59.384770, 15.712950 | 10222900790001 | Ladda upp en bild av detta fornminne      |
| Götlunda 85:1                                  | Grav markerad av sten/block |              | Götlunda, Närke     |       | 59.364016, 15.692329 | 10222900850001 | Ladda upp en bild av detta fornminne      |
| Götlunda 86:1                                  | Hög                         |              | Götlunda, Närke     |       | 59.363734, 15.705373 | 10222900860001 | Ladda upp en bild av detta fornminne      |
| Götlunda 87:1                                  | Stensättning                |              | Götlunda, Närke     |       | 59.363325, 15.701398 | 10222900870001 | Ladda upp en bild av detta fornminne      |
| Götlunda 87:2                                  | Stensättning                |              | Götlunda, Närke     |       | 59.363395, 15.701454 | 10222900870002 | Ladda upp en bild av detta fornminne      |
| Götlunda 87:3                                  | Stensättning                |              | Götlunda, Närke     |       | 59.363476, 15.701257 | 10222900870003 | Ladda upp en bild av detta fornminne      |
| Götlunda 91:1                                  | Gravfält                    |              | Götlunda, Närke     |       | 59.341744, 15.689104 | 10222900910001 | Ladda upp en bild av detta fornminne      |
| Götlunda 95:1                                  | Hög                         |              | Götlunda, Närke     |       | 59.351840, 15.653006 | 10222900950001 | Ladda upp en bild av detta fornminne      |
| Götlunda 95:2                                  | Hög                         |              | Götlunda, Närke     |       | 59.351910, 15.652844 | 10222900950002 | Ladda upp en bild av detta fornminne      |
| Götlunda 104:1                                 | Röse                        |              | Götlunda, Närke     |       | 59.337818, 15.717150 | 10222901040001 | Ladda upp en bild av detta fornminne      |
| Götlunda 109:1                                 | Stensättning                |              | Götlunda, Närke     |       | 59.330534, 15.820573 | 10222901090001 | Ladda upp en bild av detta fornminne      |
| Götlunda 109:2                                 | Röse                        |              | Götlunda, Närke     |       | 59.330390, 15.820748 | 10222901090002 | Ladda upp en bild av detta fornminne      |
| Götlunda 110:1                                 | Gravfält                    |              | Götlunda, Närke     |       | 59.324793, 15.830020 | 10222901100001 | Ladda upp en bild av detta fornminne      |
| Götlunda 114:1                                 | Stensättning                |              | Götlunda, Närke     |       | 59.317635, 15.853950 | 10222901140001 | Ladda upp en bild av detta fornminne      |
| Götlunda 114:2                                 | Röse                        |              | Götlunda, Närke     |       | 59.317545, 15.854143 | 10222901140002 | Ladda upp en bild av detta fornminne      |
| Götlunda 114:3                                 | Stensättning                |              | Götlunda, Närke     |       | 59.317528, 15.853792 | 10222901140003 | Ladda upp en bild av detta fornminne      |
| Götlunda 115:1                                 | Gravfält                    |              | Götlunda, Närke     |       | 59.316964, 15.823775 | 10222901150001 | Ladda upp en bild av detta fornminne      |
| Götlunda 117:1                                 | Stensättning                |              | Götlunda, Närke     |       | 59.306476, 15.820877 | 10222901170001 | Ladda upp en bild av detta fornminne      |
| Götlunda 118:1                                 | Stensättning                |              | Götlunda, Närke     |       | 59.315337, 15.803218 | 10222901180001 | Ladda upp en bild av detta fornminne      |
| Kungagraven (Götlunda 120:1)                   | Stensättning                |              | Götlunda, Närke     |       | 59.296928, 15.787374 | 10222901200001 | Ladda upp en bild av detta fornminne      |
| Götlunda 121:1                                 | Gravfält                    |              | Götlunda, Närke     |       | 59.298620, 15.793542 | 10222901210001 | Ladda upp en bild av detta fornminne      |
| Götlunda 122:1                                 | Stensättning                |              | Götlunda, Närke     |       | 59.315321, 15.772752 | 10222901220001 | Ladda upp en bild av detta fornminne      |
| 1) Skansen 2) Skamberget (Götlunda 125:2)      | Fornborg                    |              | Götlunda, Närke     |       | 59.336473, 15.795324 | 10222901250002 | Ladda upp en bild av detta fornminne      |
| Götlunda 126:1                                 | Röse                        |              | Götlunda, Närke     |       | 59.343635, 15.716167 | 10222901260001 | Ladda upp en bild av detta fornminne      |
| Götlunda 157:1                                 | Stensättning                |              | Götlunda, Närke     |       | 59.369524, 15.722002 | 10222901570001 | Ladda upp en bild av detta fornminne      |
| Götlunda 181:1                                 | Stensättning                |              | Götlunda, Närke     |       | 59.346693, 15.715935 | 10222901810001 | Ladda upp en bild av detta fornminne      |
| Götlunda 297:1                                 | Gravfält                    |              | Götlunda, Närke     |       | 59.376216, 15.631213 | 10222902970001 | Ladda upp en bild av detta fornminne      |
| Götlunda 358                                   | Lägenhetsbebyggelse         |              | Götlunda, Närke     |       | 59.311487, 15.737840 | 12000000132520 | Ladda upp en bild av detta fornminne      |

## Medåker
| Namn                                 | Lämningstyp                      | Tillkomsttid | Historisk indelning  | Plats | Läge                 | ID-nr          | Bild                                 |
| ------------------------------------ | -------------------------------- | ------------ | -------------------- | ----- | -------------------- | -------------- | ------------------------------------ |
| Medåker 3:1                          | Stensättning                     |              | Medåker, Västmanland |       | 59.442959, 15.780290 | 10230500030001 | Ladda upp en bild av detta fornminne |
| Medåker 7:1                          | Gravfält                         |              | Medåker, Västmanland |       | 59.450323, 15.746200 | 10230500070001 | Ladda upp en bild av detta fornminne |
| Medåker 8:1                          | Hög                              |              | Medåker, Västmanland |       | 59.450358, 15.747664 | 10230500080001 | Ladda upp en bild av detta fornminne |
| Medåker 11:1                         | Gravfält                         |              | Medåker, Västmanland |       | 59.487162, 15.701866 | 10230500110001 | Ladda upp en bild av detta fornminne |
| Medåker 14:1                         | Stensättning                     |              | Medåker, Västmanland |       | 59.472464, 15.749339 | 10230500140001 | Ladda upp en bild av detta fornminne |
| Medåker 15:1                         | Stensättning                     |              | Medåker, Västmanland |       | 59.453587, 15.752027 | 10230500150001 | Ladda upp en bild av detta fornminne |
| Kurboberget (RAÄ 122) (Medåker 16:1) | Stensättning                     |              | Medåker, Västmanland |       | 59.448519, 15.775178 | 10230500160001 | Ladda upp en bild av detta fornminne |
| Kurboberget (RAÄ 122) (Medåker 16:2) | Stensättning                     |              | Medåker, Västmanland |       | 59.448453, 15.775062 | 10230500160002 | Ladda upp en bild av detta fornminne |
| Kurboberget (RAÄ 122) (Medåker 16:3) | Stensättning                     |              | Medåker, Västmanland |       | 59.448338, 15.775056 | 10230500160003 | Ladda upp en bild av detta fornminne |
| Medåker 21:1                         | Gravfält                         |              | Medåker, Västmanland |       | 59.471342, 15.749999 | 10230500210001 | Ladda upp en bild av detta fornminne |
| Medåker 22:1                         | Stensättning                     |              | Medåker, Västmanland |       | 59.467722, 15.819411 | 10230500220001 | Ladda upp en bild av detta fornminne |
| Medåker 22:2                         | Stensättning                     |              | Medåker, Västmanland |       | 59.467629, 15.819484 | 10230500220002 | Ladda upp en bild av detta fornminne |
| Medåker 22:3                         | Stensättning                     |              | Medåker, Västmanland |       | 59.467633, 15.819322 | 10230500220003 | Ladda upp en bild av detta fornminne |
| Medåker 23:1                         | Gravfält                         |              | Medåker, Västmanland |       | 59.468992, 15.816628 | 10230500230001 | Ladda upp en bild av detta fornminne |
| Medåker 27:1                         | Gravfält                         |              | Medåker, Västmanland |       | 59.450610, 15.747144 | 10230500270001 | Ladda upp en bild av detta fornminne |
| Medåker 32:1                         | Gravfält                         |              | Medåker, Västmanland |       | 59.507512, 15.732367 | 10230500320001 | Ladda upp en bild av detta fornminne |
| Medåker 58:1                         | Stensättning                     |              | Medåker, Västmanland |       | 59.447723, 15.775205 | 10230500580001 | Ladda upp en bild av detta fornminne |
| Medåker 58:2                         | Stensättning                     |              | Medåker, Västmanland |       | 59.447602, 15.775241 | 10230500580002 | Ladda upp en bild av detta fornminne |
| Medåker 61:1                         | Gravfält                         |              | Medåker, Västmanland |       | 59.452283, 15.738862 | 10230500610001 | Ladda upp en bild av detta fornminne |
| Högsve (Medåker 62:1)                | Stensättning                     |              | Medåker, Västmanland |       | 59.451386, 15.733623 | 10230500620001 | Ladda upp en bild av detta fornminne |
| Högsve (Medåker 62:2)                | Stensättning                     |              | Medåker, Västmanland |       | 59.451294, 15.733554 | 10230500620002 | Ladda upp en bild av detta fornminne |
| Medåker 63:1                         | Stensättning                     |              | Medåker, Västmanland |       | 59.452924, 15.738054 | 10230500630001 | Ladda upp en bild av detta fornminne |
| Medåker 63:2                         | Stensättning                     |              | Medåker, Västmanland |       | 59.452973, 15.738248 | 10230500630002 | Ladda upp en bild av detta fornminne |
| Medåker 68:1                         | Gravfält                         |              | Medåker, Västmanland |       | 59.458360, 15.754356 | 10230500680001 | Ladda upp en bild av detta fornminne |
| Medåker 83:1                         | Stensättning                     |              | Medåker, Västmanland |       | 59.475670, 15.776362 | 10230500830001 | Ladda upp en bild av detta fornminne |
| Medåker 108:1                        | Stensättning                     |              | Medåker, Västmanland |       | 59.476667, 15.729227 | 10230501080001 | Ladda upp en bild av detta fornminne |
| Medåker 108:2                        | Stensättning                     |              | Medåker, Västmanland |       | 59.476883, 15.729685 | 10230501080002 | Ladda upp en bild av detta fornminne |
| Medåker 170:1                        | Stensättning                     |              | Medåker, Västmanland |       | 59.442172, 15.747438 | 10230501700001 | Ladda upp en bild av detta fornminne |
| Medåker 173:1                        | Husgrund, förhistorisk/medeltida |              | Medåker, Västmanland |       | 59.459574, 15.813556 | 10230501730001 | Ladda upp en bild av detta fornminne |
| Medåker 174:1                        | Stensättning                     |              | Medåker, Västmanland |       | 59.458515, 15.816787 | 10230501740001 | Ladda upp en bild av detta fornminne |